# Праска

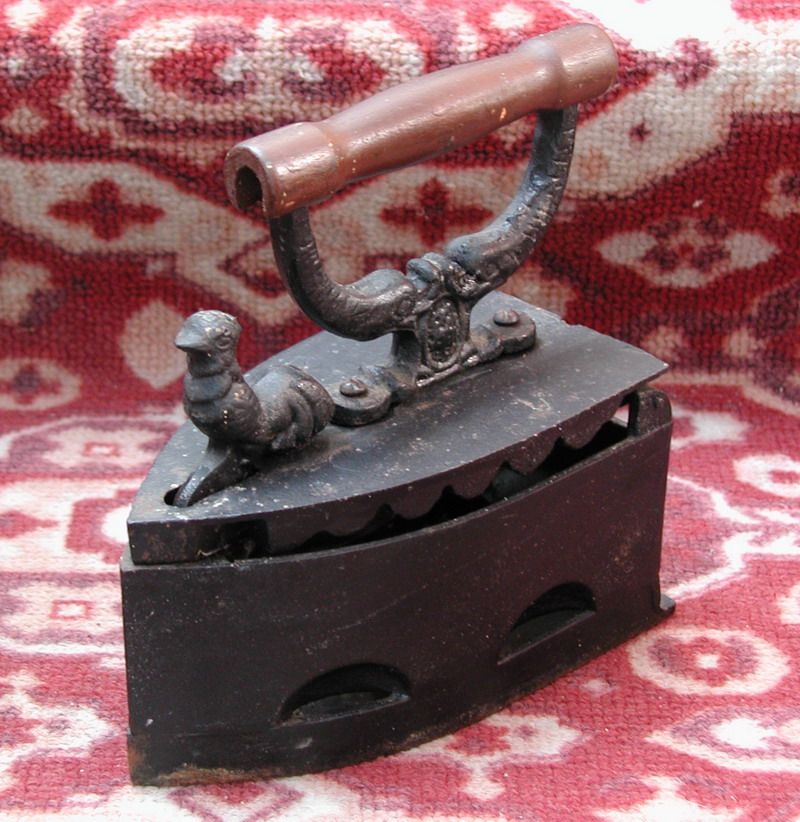
Праска кінця XIX — початку XX століття

Пра́ска, утю́г, рідше прас, діал. залі́зко — елемент побутової техніки для вирівнювання складок і заминів на одязі. Процес вирівнювання складок називають прасуванням. Зазвичай, праскою прасують на прасувальній дошці.

## Етимологія
Згідно з «Етимологічним словником української мови» слово «прас, праска» запозичене через пол. prasa та нім. Presse з фр. presse («прес»; вживання слова прас у цьому значенні засвідчене і в українській мові).
Варіант «залізко», ймовірно, теж західнослов'янського походження (пол. żelazko, чеськ. žehlička, словац. žehlička), але може бути й питомо українським, належачи до центральноєвропейського слов'янського мовного ареалу. Засвідчене у деяких словниках «утюг» походить з тюркських мов, певно, через російське посередництво[джерело?]. Гіпотетичне *ütüɣ порівнюють з тур. ütü, каз. үтік, азерб. үтү. Незважаючи на те, що слово «утюг» зустрічається у літературі, яка описує народний побут Лівобережної України, зараз його сприймають як росіянізм, рекомендуючи заміняти словами «праска» і «залізко»[неавторитетне джерело].

## Історія праски

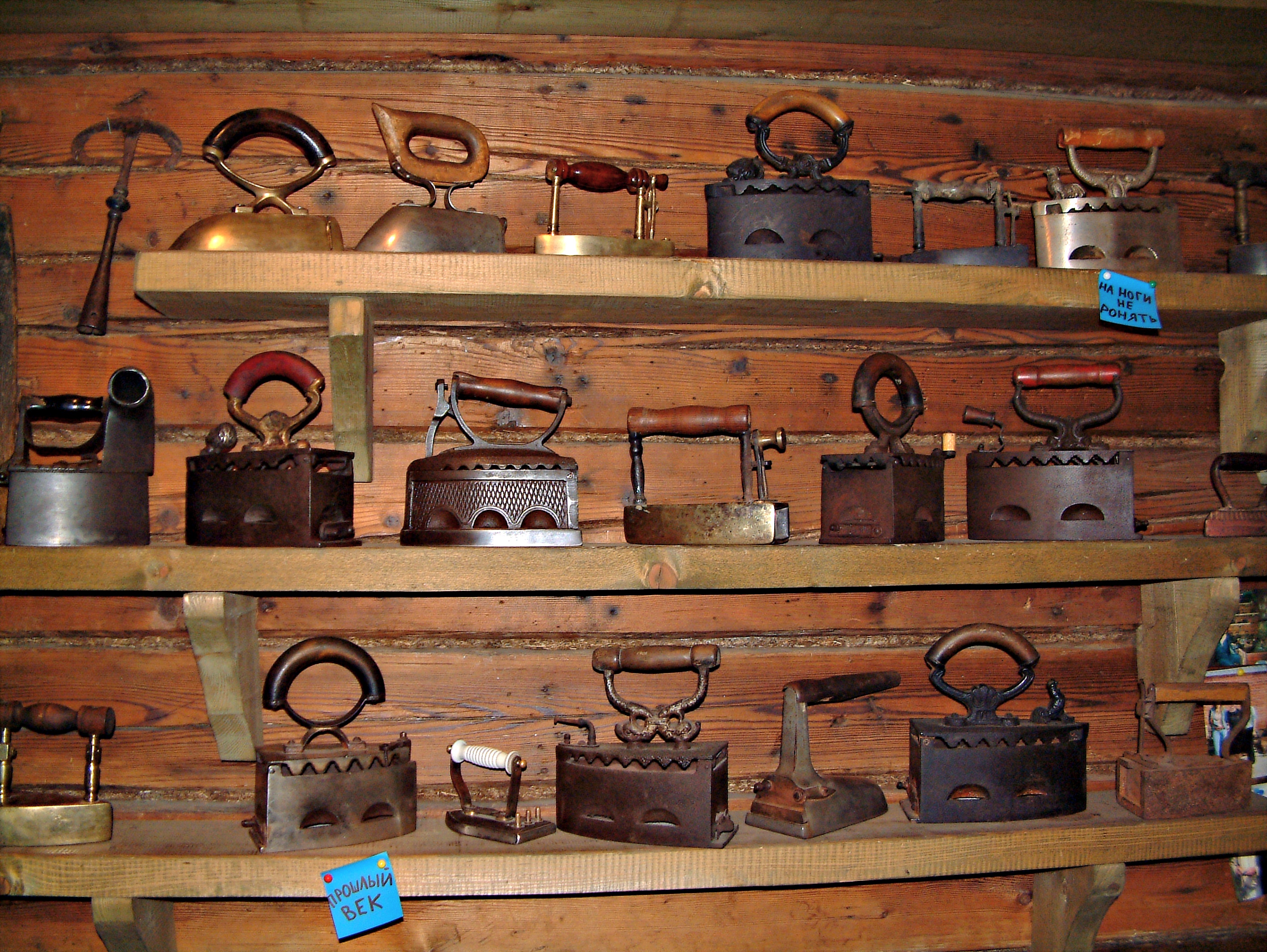
Музей прасок.

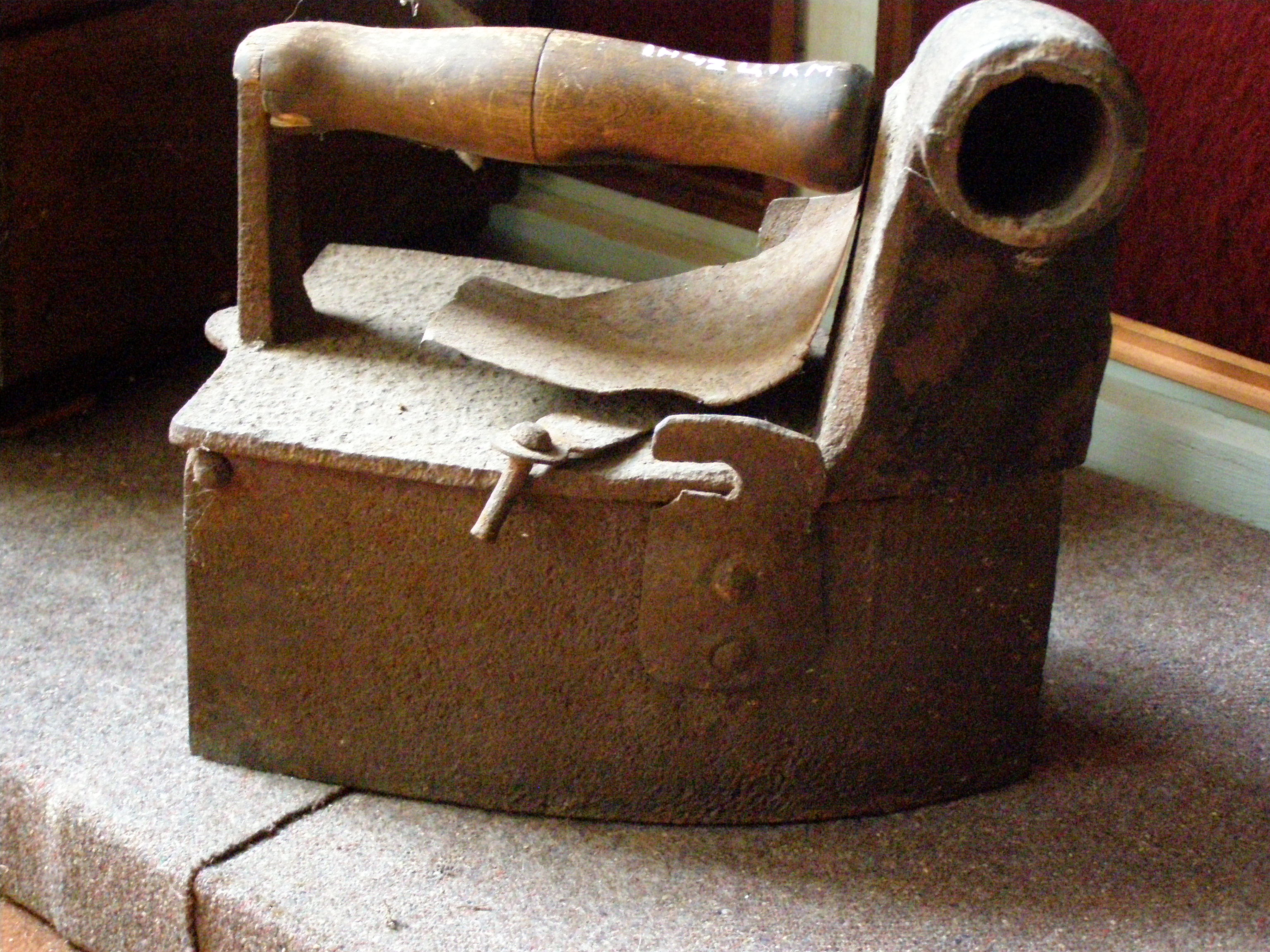
Чавунна вугільна праска з димарем, XIX — початок XX століття. Царичанка, Україна

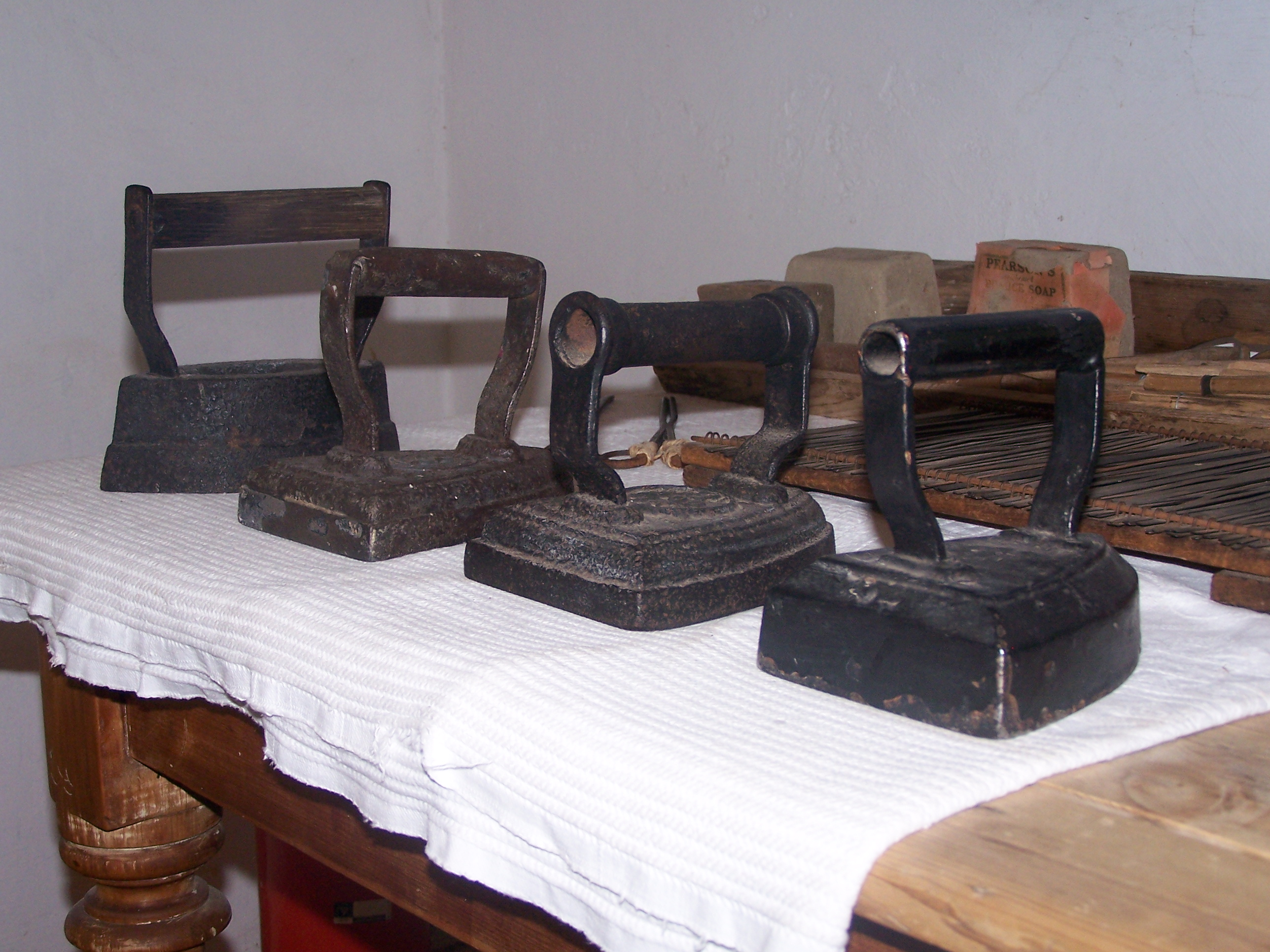
Типові англійські праски 1800-х років (Колекція Tranby House, Австралія). У цих прасок вікторіанської епохи використовувалися підошви у вигляді середньовічного трикутного щита.

Праска була винайдена дуже давно. У IV столітті до нашої ери в Стародавній Греції були винайдені способи плісировки одягу з полотна за допомогою гарячого металевого прута, що нагадував качалку. Для розгладження одягу в давнину використовувалися злегка оброблені нагріті кругляки. У XVIII—XIX століттях праски являли собою металеві пристрої близької до сучасної форми. Праски нагрівалися на газовій або дровяній печі.
У старовину (аж до середини ХХ ст.) прасування здійснювалося оригінальним способом. Білизна намотувалася на качалку, після чого кілька раз ретельно прокочувалася рублем — довгою дерев'яною колодкою з ребрами на нижній поверхні й руків'ям на кінці. Рубель з характерним стукотом перекочував качалку, його ребра при цьому розминали волокна тканини.
Найпоширенішими були нагрівальні праски — вони ставилися в піч або на вогонь і розігрівалися. Значно дорожчими були спиртові праски — в XIX столітті за них давали невелику отару овець. Ще одна старовинна конструкція прасок — з порожниною всередині праски, куди завантажувалося вугілля (інколи — деревне вугілля). Таку праску розігрівали, вимахуючи нею вправо-вліво. При цьому повітря через отвори у прасці продувало вугілля і останнє розжарювалося.
Прасування було важкою роботою. Підошва праски повинна була бути бездоганно чистою і відполірованою. Праски необхідно було регулярно, але лише злегка змащувати, щоб уникнути корозії і потрапляння іржі на тканину. Бджолиний віск запобігав прилипанню прасок до накрохмаленої тканини. Якщо праски нагрівали в печі, то використовували відразу дві праски — поки одною прасували, другу нагрівали. Постійною турботою була температура: праска повинна була бути досить гаряча, щоб добре прасувати тканину, але не настільки гаряча, щоб її обпалити.
До початку 1880-х років кілька осіб досліджували можливість прасування за допомогою електрики, але Генрі В. Сілі з Нью-Йорка був першим винахідником, який зробив цю ідею працездатною і запатентував її 1882 року, а потім 1883 року разом зі своїм партнером Дайєром запатентував і іншу «електричну праску». Полегшена праска з електронагрівом з'явилася в 1903 року завдяки винахідникові Ерлу Річардсону.
Для виготовлення підошви електропрасок, що працюють на інфрачервоному випромінюванні, застосовується скло.

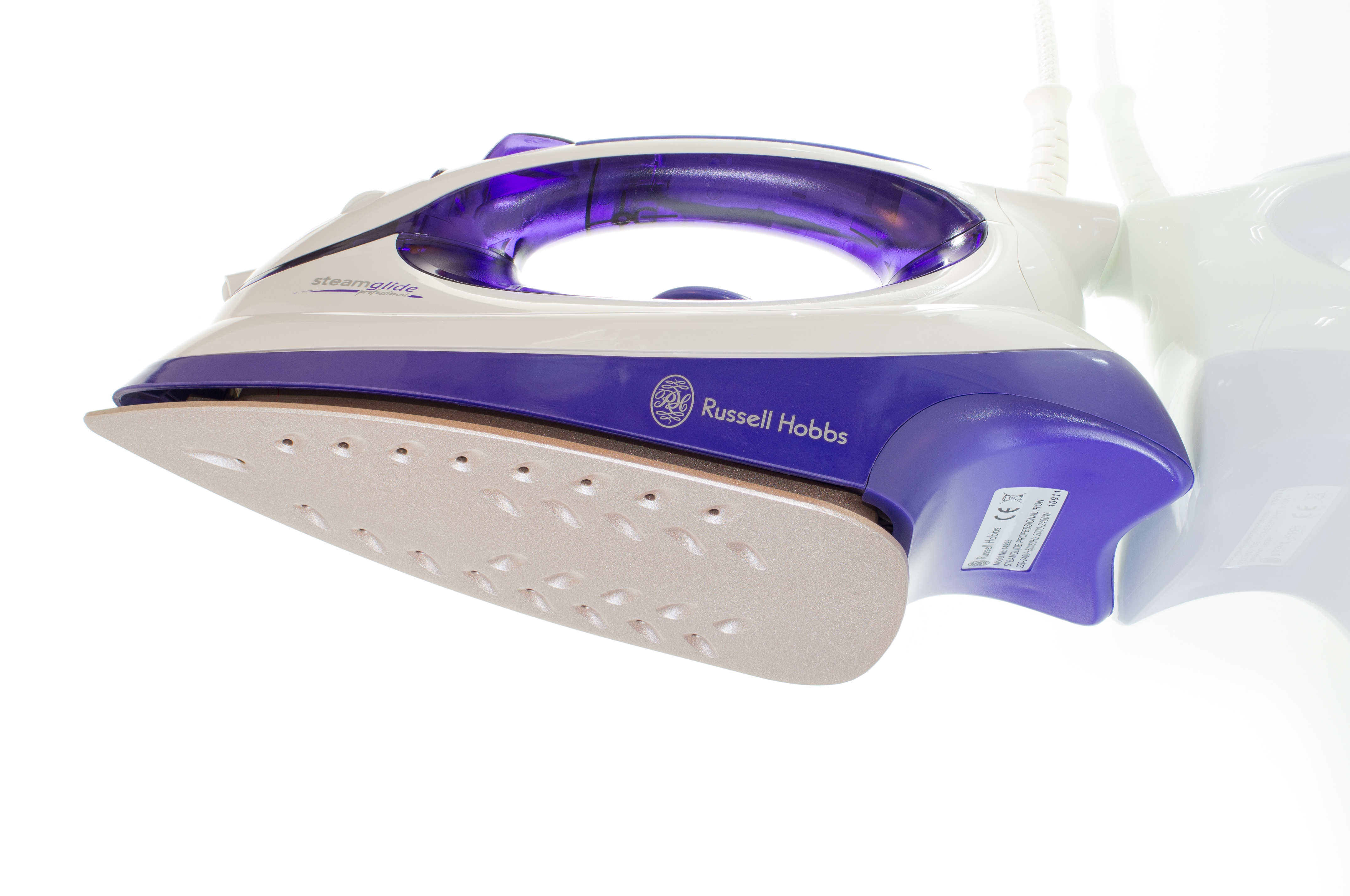
Типова сучасна електрична праска.

### Нагрівання

#### До появи електрики
У минулому для нагрівання прасок їх ставили на піч або клали в них розпечене деревне вугілля. Існували також спиртові праски. За старих часів праски переважно виготовляли з чавуну.

#### З появою електрики
З появою електрики і розвитком техніки, з'явилися електричні праски. Їхній принцип ґрунтується на виділенні теплової енергії при проходженні електричного струму через нагрівальний елемент. Як правило, конструкція праски передбачає розташування нагрівального елемента якнайближче до підошви й наявність ручки з термоізоляційного матеріалу щоб уникнути опіків. У сучасних електричних прасках є невеликий резервуар для води, вода використовується для утворення пари, що дозволяє досягти більшої ефективності прасування. Регулювати кількість пари допомагає клапан пари (голка), яка також зменшує утворення накипу в нагрівальному елементі праски.

## Музеї

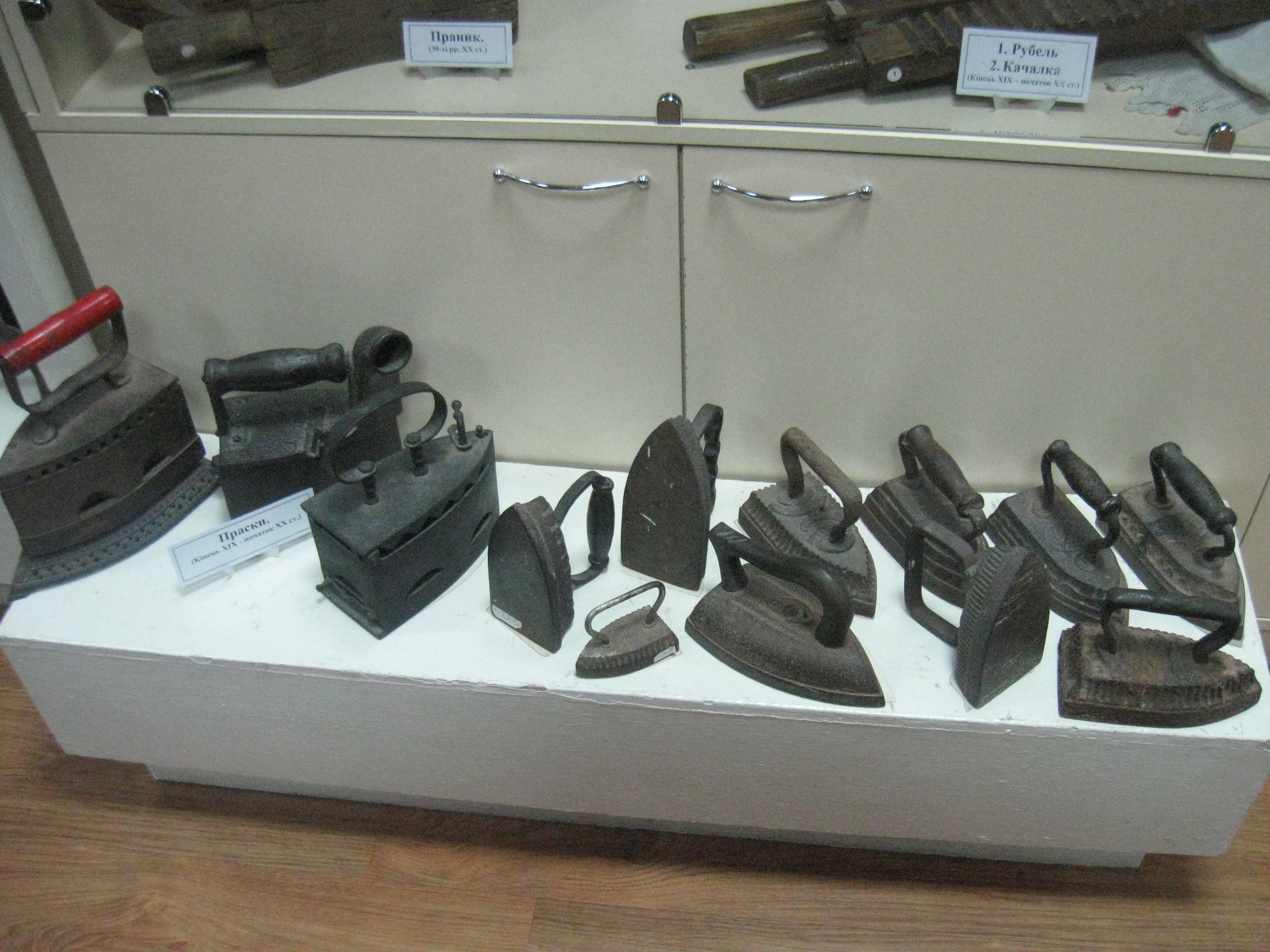
Колекція прасок в історичному музеї Покровська

У Переяславлі-Залеському (Росія) існує музей прасок.
Велика колекція прасок (понад 150) зберігається в історико-культурному комплексі «Замок Радомисль» (Україна). Свої зібрання прасок мають численні краєзнавчі й історичні музеї України, розповідаючи про побут населення кінця ХІХ — ХХ століть.